# USS Corregidor (CVE-58)
L'USS Corregidor (CVE-58) est un porte-avions d'escorte de classe Casablanca en service dans l'US Navy durant la Seconde Guerre mondiale.
Initialement désigné Auguilla Bay (AVG-58), il est rebaptisé Corregidor (ACV-58) le 20 août 1942. Sa quille est posée en vertu du contrat de la United States Maritime Commission le 17 décembre 1942 au chantier naval Kaiser Shipyards de Vancouver, dans l'État de Washington. Il est lancé le 12 mai 1943 (parrainé par Mme J. Hallett) et reclassé CVE-58 le 15 juillet 1943. Il est mis en service à Astoria (Oregon) le 31 août 1943, sous les ordres du capitaine Roscoe Leroy Bowman.

## Historique

### Seconde Guerre mondiale
Quittant San Diego (Californie) le 26 octobre 1943, le Corregidor rejoint la 24e division de porte-avions (CarDiv 24) à Pearl Harbor pour participer à des frappes aériennes lors de l'invasion des îles Gilbert du 10 novembre au 6 décembre. Il retourne à San Diego pour une révision, chargeant avions et hommes pour son retour à Pearl Harbor en compagnie de sa division. Du 22 janvier au 3 mars 1944, il participe aux combats des îles Marshall, offrant une couverture aérienne à l'invasion de Kwajalein.
Le Corregidor reprend la mer le 11 mars 1944 à destination de Guadalcanal qu'il atteint le 21. Le 30 mars, en compagnie de la 3e flotte, le porte-avions fournit une couverture aérienne pour les débarquements sur Emirau, revenant à Port Purvis le 14 avril. Deux jours plus tard, il rejoint la 7e flotte pour participer à des opérations aériennes à Hollandia du 22 au 26 avril, puis est déployé sur l'île de Manus pour des opérations de ravitaillement et des patrouilles anti-sous-marines jusqu'au 4 mai. Lors des opérations sur les Mariannes, les avions du Corregidor effectuent de nombreuses patrouilles aériennes tout en fournissant un appui anti-aérien lors de l’invasion de Saipan du 15 au 25 juin. Ils sont crédités d'au moins huit avions ennemis abattus. Le porte-avions couvre les forces logistiques au large d’Eniwetok du 1er au 3 juillet, puis contribue au bombardement de Guam en fournissant une couverture aérienne pour l’invasion jusqu’au 28 juillet, date à laquelle il part pour San Diego pour une révision.
Il sert de navire de qualification pour l'entrainement des futurs pilotes à Pearl Harbor du 12 octobre au 21 novembre 1944. Le 26 octobre, il forme un groupe de lutte ASM au sein de l'EscDiv 64, opérant entre Pearl Harbor et la Californie. Le 2 janvier 1945, ce groupe effectue une patrouille dans la zone située entre Pearl Harbor et Eniwetok afin de protéger les navires de transport alliés de gros tonnages. Il revient à Pearl Harbor le 13 février,.
Le Corregidor quitte Pearl Harbor le 27 février pour rechercher l'avion disparu du lieutenant-général M. F. Harmon. Ces recherches sont un échec et le B-24 Liberator ne sera jamais retrouvé. Du 21 mars au 27 avril, le navire mène une patrouille ASM dans les environs de Wotje et Maloelap, alors occupé par les Japonais. Il enchaîne ensuite une autre patrouille au large d’Eniwetok. Le futur membre du Congrès américain Ralph Hall décolla du Corregidor durant cette période.

### Après-guerre
De retour à Pearl Harbor le 4 mai 1945, le Corregidor est affecté à Hawaï en tant que navire d’entraînement. Du 2 octobre 1945 au 10 janvier 1946, il participe à l'opération Magic Carpet, acheminant des troupes entre Pearl Harbor et San Diego. Le 18 janvier 1946, il appareille de San Diego pour Norfolk qu'il atteint le 4 février. Il est placé en réserve le 30 juillet 1946.

### Guerre de Corée

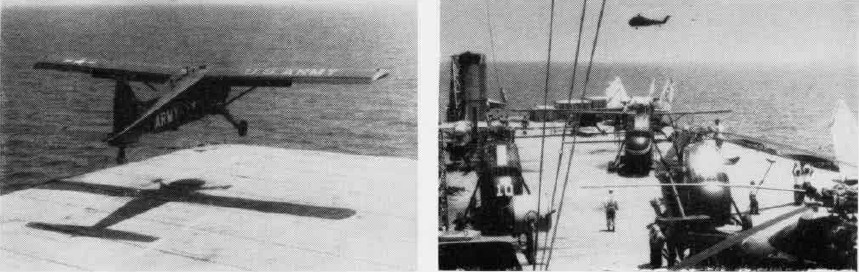
Avions décollant de l'USS Corregidor au large du Liban, en mer Méditerranée (juillet 1958).

Remis en service le 19 mai 1951, le Corregidor est affecté au commandement Military Sealift Command. Dans le cadre du plan d'assistance à la défense mutuelle, il transporte hommes, avions et marchandises dans les pays de l'OTAN. Il effectue également cinq voyages à travers le canal de Panama en acheminant des hommes et des marchandises aux forces des Nations Unies en Corée en 1952-1954. Le Corregidor est reclassé T-CVU-58 le 12 juin 1955.
Lorsque la crise libanaise éclate à l'été 1958, le bâtiment est stationné à Brindisi (Italie), envoyant deux avions de reconnaissance de la 24e division d'infanterie et 10 hélicoptères afin de soutenir les débarquements au Liban. De retour aux États-Unis, le navire est endommagé à la coque en plein océan Atlantique lors d'une tempête dans la nuit du 2 avril 1958. Il était en transit de Barcelone (Espagne) vers base aéronavale de Pensacola (Floride) avec 20 officiers et 150 hommes, effectuant alors une escale d'urgence aux Açores. Le Corregidor est déclassé le 4 septembre 1958 et vendu pour démolition le 28 avril 1959.

## Décorations
Le Corregidor a reçu quatre battles stars pour son service pendant la Seconde Guerre mondiale.